# Sam Roberts (fútbol americano)
Samuel Roberts (Waynesville, Misuri, 14 de abril de 1998) más conocido como Sam Roberts, es un jugador profesional estadounidense de fútbol americano que se desempeña en la posición de defensive tackle en New England Patriots, equipo de la National Football League (NFL).

## Carrera
Fue seleccionado en la sexta ronda en la Reunión Anual de Selección de Jugadores de la NFL de 2022. Hizo su debut profesional con el equipo New England Patriots, donde lleva jugando dos temporadas.